# Trois couleurs: Bleu
Trois couleurs: Bleu em francês / Trzy kolory: Niebieski em polonês (br: A Liberdade É Azul / pt: Três Cores: Azul) é um filme francês, polaco e suíço de 1993, do gênero drama, dirigido pelo cineasta polonês Krzysztof Kieslowski.
É o primeiro filme da série Trilogia das Cores, baseada nas três cores da bandeira francesa, e nas três palavras do lema da Revolução Francesa - liberdade, igualdade e fraternidade. Foi seguido pelos filmes  Trois couleurs: Blanc (1994) e Trois couleurs: Rouge (1994).

## Sinopse
Julie é a esposa de um renomado maestro e compositor francês que morre em um desastre automobilístico com a filha do casal, de apenas cinco anos de idade. A mulher, única sobrevivente da tragédia, vê-se na situação de ter que lidar com essas perdas e seguir sua vida, recebendo a encomenda de finalizar uma composição para coro e orquestra que havia sido encomendada ao seu esposo, uma canção pela unificação da Europa. A tarefa a levará a descobrir detalhes da vida do esposo que ela desconhecia, e a se envolver com um outro homem, amigo do casal.

## Elenco
- Juliette Binoche.... Julie
- Benoít Régent.... Olivier
- Floence Pernel.... Sandrine
- Charlotte Very.... Lucille
- Hélène Vincent.... jornalista
- Philippe Volter.... agente do Estado
- Claude Duneton.... médico
- Hugues Quester.... Patrice
- Julie Delpy (sob disfarce).... Dominique

## Principais prêmios e indicações
Prêmio César 1994 (França)
- Venceu nas categorias de melhor atriz (Juliette Binoche), melhor edição e melhor som.

Festival de Veneza 1993 (Itália)
- Recebeu o Leão de Ouro (melhor filme), a Copa Volpi (Juliette Binoche, melhor atriz) e o Osella Dourada (Slawomir Idziak, melhor fotografia)

Prémio Goya 1994 (Espanha)
- Venceu na categoria de melhor filme europeu (Polônia e França).

Globo de Ouro (EUA)
- Indicado nas categorias de melhor atriz de cinema - drama (Juliette Binoche), melhor filme estrangeiro e melhor trilha sonora original de cinema.

## Banda-sonora
Com música composta por Zbigniew Preisner, o álbum foi gravado pela Sinfonia Varsovia - Beata Rybotycka, Elżbieta Towarnicka, Jacek Ostaszewski, Konrad Mastyło, Silesian Filharmonic Choir, Sinfonia Varsovia e Wojciech Michniewski.
Faixas
1. Song for the Unification of Europe (Patrice's Version) – 5:13
2. Van Den Budenmayer-Funeral Music (Winds) – 2:02
3. Julie-Glimpses of Burial – 0:30
4. Reprise-First Appearance – 0:34
5. The Battle of Carnival and Lent – 0:56
6. Reprise-Julie with Olivier – 0:49
7. Ellipsis 1 – 0:20
8. First Flute – 0:50
9. Julie-In Her New Apartment – 1:45
10. Reprise-Julie on the Stairs – 1:05
11. Second Flute – 1:16
12. Ellipsis 2 – 0:20
13. Van Den Budenmayer-Funeral Music (Organ) – 1:59
14. Van Den Budenmayer-Funeral Music (Full Orchestra) – 1:47
15. The Battle of Carnival and Lent II – 0:42
16. Reprise-Flute (Closing Credits Version) – 2:19
17. Ellipsis 3 – 0:22
18. Olivier's Theme-Piano – 0:36
19. Olivier & Julie-Trial Composition – 2:01
20. Olivier's Theme-Finale – 1:38
21. Bolero-Trailer For 'Red' Film – 1:08
22. Song For The Unification Of Europe (Julie's Version) (Film) – 6:48
23. Closing Credits – 2:04
24. Reprise-Organ – 1:09
25. Bolero-'Red' Film – 1:28